# 新鮮生放送どど〜んと土曜日新・鮮・組
『新鮮生放送 どど〜んと土曜日 新・鮮・組』（しんせんなまほうそう どど〜んとどようび しんせんぐみ）は、1989年4月8日から2006年4月1日まで山陰放送（BSSラジオ）で放送されていたラジオ番組。
土曜の朝から昼下がりにかけて放送されていたローカルワイド番組で、午前と午後の2部構成で放送。番組終了時の放送時間は毎週土曜 8:30 - 10:50、12:00 - 15:00（日本標準時）で、間の時間帯には『トヨタ プレシャス・ボックス!』や『音楽の風車』などが放送されていた。
番組は、山陰地方各地からのラジオカーリポートや、番組そのものが山陰各地へ出張しての生放送（出前放送）を行っていた。また、番組は山陰放送の本社敷地内で、鮮魚・青果・菓子・工芸品などを売買してもらう朝市を月に1回のペースで開催していた（厳冬期の1月・2月を除く）。

## パーソナリティ
- 板井文昭（BSSアナウンサー）[2][3]
- 坂口育子（出演当時BSSアナウンサー、1989年4月 - 2002年3月）
- 木野村尚子（BSSアナウンサー、2002年4月 - 2005年3月）[2]
- 松浦美代（出演当時BSS契約アナウンサー[4]、2005年4月 - 2006年4月）[3]

## コーナー
2005年度のデータを記載。

### 午前
- 交通情報
- ニュース
- 山陰地区船舶気象通報
- メモリアル百科
- 鳥取県からのおしらせ
- おでかけ気象情報

### 午後
- ニュース
- 天気予報
- まわれ!!ドーナツ盤
- デパートインフォメーション
- 山陰地区船舶気象通報
- ラジオルーレット
- 情報マップなんとなんと
- おめでとうメッセージ
- 街角カラオケ
- おわかれルーレット